# فرانسوا هوبر
فرانسوا هوبر هو نحال وعالم حشرات سويسري، ولد في 2 يوليو 1750 في جنيف في سويسرا، وتوفي في 22 ديسمبر 1831 في لوزان في سويسرا.